# Thomas Pleasant Dockery

General Dockery

Thomas Pleasant Dockery (* 18. Dezember 1833 im Montgomery County, in North Carolina; † 27. Februar 1898 in New York, New York) war ein Brigadegeneral der Konföderierten im Sezessionskrieg.

## Leben
Dockery wurde 1833 in North Carolina als Sohn von Colonel John Dockery geboren. Sein Vater zog mit der Familie zuerst nach Tennessee, danach in das Columbia County in Arkansas, wo dieser eine große Plantage aufbaute. Sein Vater spielte auch eine große Rolle beim Bau der ersten Eisenbahn in Arkansas.
Bei Ausbruch des Bürgerkriegs erhielt Thomas Dockery ein Angebot des konföderierten Heeres als Kommandeur der 5. Arkansas State Troops. Er nahm an und führte den Verband am 10. August 1861 in die Schlacht am Wilson’s Creek im Südwesten von Missouri. Danach wurde Dockery das Kommando über das 19. Arkansas Infanterie-Regiment übertragen. Nach der Schlacht am Pea Ridge am 7. März 1862 wurden die meisten Verbände aus Arkansas auf das Ostufer des Mississippis verlegt.
Dockery und seine Männer nahmen vom 29. April bis 10. Juni 1862 an der Ersten Schlacht um Corinth teil und er führte eine Brigade vom 18. Mai bis 4. Juli 1863 bei der Schlacht um Vicksburg und bei der Schlacht am Champion Hill. Am 10. August 1863 wurde er zum Brigadegeneral befördert. Er erhielt das Kommando über eine andere Brigade, mit der er an der Schlacht von Mark’s Mill sowie der Schlacht bei Jenkins Ferry teilnahm.
Im Mai 1865 unterzeichnete Dockery das Kapitulationsdokument gegenüber dem Unionsheer, das für alle konföderierten Truppen in Arkansas galt. Er hatte im Krieg sein Vermögen verloren.
Nach dem Krieg arbeitete er als Bauingenieur und lebte in Houston, Texas. Er starb 1898 in New York City und wurde am Wohnort seiner Töchter in Natchez, Mississippi, beigesetzt.